# Tatiana Logunova
Tatiana Yúrievna Logunova –en ruso, Татьяна Юрьевна Логунова– (Moscú, 3 de julio de 1980) es una deportista rusa que compite en esgrima, especialista en la modalidad de espada.
Participó en cinco Juegos Olímpicos de Verano, entre los años 2000 y 2016, obteniendo en total tres medallas, las tres en la prueba por equipos, oro en Sídney 2000 (junto con Oxana Yermakova, Mariya Mazina y Karina Aznavurian), oro en Atenas 2004 (con Anna Sivkova, Oxana Yermakova y Karina Aznavurian) y bronce en Río de Janeiro 2016 (con Violetta Kolobova, Liubov Shutova y Olga Kochneva).
Ganó cuatro medallas en el Campeonato Mundial de Esgrima entre los años 2001 y 2010, y ocho medallas en el Campeonato Europeo de Esgrima entre los años 2001 y 2012.

## Palmarés internacional
| Juegos Olímpicos   | Juegos Olímpicos        | Juegos Olímpicos  | Juegos Olímpicos   |
| Año                | Lugar                   | Medalla           | Prueba             |
| ------------------ | ----------------------- | ----------------- | ------------------ |
| 2000               | Sídney (Australia)      | Medalla de oro    | Espada por equipos |
| 2004               | Atenas (Grecia)         | Medalla de oro    | Espada por equipos |
| 2016               | Río de Janeiro (Brasil) | Medalla de bronce | Espada por equipos |
| Campeonato Mundial |                         |                   |                    |
| Año                | Lugar                   | Medalla           | Prueba             |
| 2001               | Nimes (Francia)         | Medalla de oro    | Espada por equipos |
| 2003               | La Habana (Cuba)        | Medalla de oro    | Espada por equipos |
| 2007               | San Petersburgo (Rusia) | Medalla de plata  | Espada por equipos |
| 2010               | París (Francia)         | Medalla de bronce | Espada individual  |
| Campeonato Europeo |                         |                   |                    |
| Año                | Lugar                   | Medalla           | Prueba             |
| 2001               | Coblenza (Alemania)     | Medalla de plata  | Espada por equipos |
| 2002               | Moscú (Rusia)           | Medalla de plata  | Espada por equipos |
| 2003               | Bourges (Francia)       | Medalla de oro    | Espada individual  |
| 2003               | Bourges (Francia)       | Medalla de oro    | Espada por equipos |
| 2004               | Copenhague (Dinamarca)  | Medalla de oro    | Espada por equipos |
| 2006               | Esmirna (Turquía)       | Medalla de plata  | Espada individual  |
| 2011               | Sheffield (Reino Unido) | Medalla de plata  | Espada por equipos |
| 2012               | Legnano (Italia)        | Medalla de oro    | Espada por equipos |